# スキーキャプテン
スキーキャプテン（欧字名: Ski Captain、1992年4月24日 - 不明）は、日本の競走馬、日本およびニュージーランドの種牡馬。主な勝ち鞍に1995年のきさらぎ賞。
日本調教馬として初めてケンタッキーダービーに出走したことでも知られる。半姉に、フランス調教馬で、ムーラン・ド・ロンシャン賞、京王杯スプリングカップなどを優勝したスキーパラダイスがいる。

## 戦績
- 特記事項なき場合、本節の出典はJBISサーチ[3]、EQIBASE[2]

1994年10月9日、阪神競馬場の新馬戦でデビューして1着。続くオープン特別の京都3歳ステークスでもナリタキングオーを抑えて勝ち、2連勝を記録する。2戦2勝で朝日杯3歳ステークスに向かい、レースではフジキセキにクビ差迫る2着に終わる。
このあと陣営はアメリカの三冠レースへの挑戦を発表し、そのステップレースとしてきさらぎ賞に出走してテイエムロケット以下に勝ち上がる。しかし、蹄を痛めて直接ケンタッキーダービーに臨まざるを得なくなり、そのケンタッキーダービーもフルゲートの20頭を超えて除外される可能性があったため、除外されない状況を見極めたうえで渡米した。レースはフルゲートに1頭満たない19頭で行われ、道中はかろうじて追走するのが精いっぱいで、サンダーガルチから9馬身4分の3差離された14着に終わる。結果がともあれ先鞭をつけた形となったが、日本馬が次にケンタッキーダービーに出走するのはこれより21年後、2016年のラニまで間隔が開くことになる。帰国後は復帰に手間取り、翌1996年のアメリカジョッキークラブカップで復帰しカネツクロスの8着。これが最後の競馬となった。

## 競走成績
以下の内容は、JBISサーチおよびnetkeiba.com、EQIBASEに基づく。
| 年月日     | 競馬場             | 競走名                    | 格   | 頭数 | 枠番 | 馬番 | オッズ （人気） | オッズ （人気） | 着順 | 騎手 | 斤量 [kg] | 距離（馬場）  | タイム （上り3F） | タイム差/着差 | 勝ち馬/（2着馬）     |
| ---------- | ------------------ | ------------------------- | ---- | ---- | ---- | ---- | --------------- | --------------- | ---- | ---- | --------- | ------------- | ----------------- | ------------- | -------------------- |
| 1994.10.09 | 阪神               | 3歳新馬                   |      | 13   | 8    | 12   | 01.3            | 0（1人）        | 01着 | 武豊 | 53        | 芝1600m（良） | 1.37.9 (36.3)     | -0.1          | （サンデーシチー）   |
| 0000.11.13 | 京都               | 京都3歳S                  | OP   | 7    | 1    | 1    | 02.6            | 0（2人）        | 01着 | 武豊 | 54        | 芝1800m（良） | 1.48.2 (34.5)     | -0.1          | （ナリタキングオー） |
| 0000.12.11 | 中山               | 朝日杯3歳S                | GI   | 10   | 3    | 3    | 04.3            | 0（2人）        | 02着 | 武豊 | 54        | 芝1600m（良） | 1.34.8 (34.7)     | -0.1          | フジキセキ           |
| 1995.02.05 | 京都               | きさらぎ賞                | GIII | 9    | 3    | 3    | 01.0            | 0（1人）        | 01着 | 武豊 | 56        | 芝1800m（良） | 1.47.6 (34.7)     | -0.3          | （テイエムロケット） |
| 0000.05.06 | チャーチルダウンズ | ケンタッキーダービー      | G1   | 19   | 17   | 15F  |                 |                 | 14着 | 武豊 | 57        | ダ10f（良）   |                   | （9馬身3/4）  | Thunder Gulch        |
| 1996.01.21 | 東京               | アメリカジョッキークラブC | GII  | 9    | 1    | 1    | 04.9            | 0（2人）        | 08着 | 武豊 | 56        | 芝2200m（良） | 2.16.3 (34.4)     | -1.3          | カネツクロス         |

- PP：枠番、Pgm：馬番

## 引退後
引退後は種牡馬となり、6年間の供用で血統登録頭数194頭、出走頭数はそのうちの153頭を数えた。2001年8月11日付けでサマーサスピションと共にニュージーランドへ輸出されているが、その後の動向は不明である。

### 主な産駒
- イチコウキャプテン（青雲賞）[11]
- ピアストーム（中津ダービー）[12]
- レオボストン（青雲賞）[13]
- ユミコトヨーコ（フロイラインカップ）[14]

## 血統表
| スキーキャプテンの血統  | スキーキャプテンの血統                    | スキーキャプテンの血統 | （血統表の出典） | （血統表の出典） |
| 父系                    | ストームバード系                          | ストームバード系       | ストームバード系 | [ § 2 ]          |
| 父 Storm Bird 1978 鹿毛 | 父の父Northern Dancer 1961 鹿毛           | Nearctic               | Nearco           | Nearco           |
| 父 Storm Bird 1978 鹿毛 | 父の父Northern Dancer 1961 鹿毛           | Nearctic               | Lady Angela      |                  |
| 父 Storm Bird 1978 鹿毛 | 父の父Northern Dancer 1961 鹿毛           | Natalma                | Native Dancer    | Native Dancer    |
| 父 Storm Bird 1978 鹿毛 | 父の父Northern Dancer 1961 鹿毛           | Natalma                | Almahmoud        |                  |
| 父 Storm Bird 1978 鹿毛 | 父の母South Ocean 1967 鹿毛               | New Providence         | Bull Page        | Bull Page        |
| 父 Storm Bird 1978 鹿毛 | 父の母South Ocean 1967 鹿毛               | New Providence         | Fair Colleen     |                  |
| 父 Storm Bird 1978 鹿毛 | 父の母South Ocean 1967 鹿毛               | Shining sun            | Chop Chop        | Chop Chop        |
| 父 Storm Bird 1978 鹿毛 | 父の母South Ocean 1967 鹿毛               | Shining sun            | Solar Display    |                  |
| 母 Ski Goggle 1980 芦毛 | 母の父*ロイヤルスキー Royal Ski 1974 栗毛 | Raja Baba              | Bold Ruler       | Bold Ruler       |
| 母 Ski Goggle 1980 芦毛 | 母の父*ロイヤルスキー Royal Ski 1974 栗毛 | Raja Baba              | Missy Baba       |                  |
| 母 Ski Goggle 1980 芦毛 | 母の父*ロイヤルスキー Royal Ski 1974 栗毛 | Coz o'Nijinsky         | Involvement      | Involvement      |
| 母 Ski Goggle 1980 芦毛 | 母の父*ロイヤルスキー Royal Ski 1974 栗毛 | Coz o'Nijinsky         | Gleam            |                  |
| 母 Ski Goggle 1980 芦毛 | 母の母Mississippi Siren 1973 芦毛         | Delta Judge            | Traffic Judge    | Traffic Judge    |
| 母 Ski Goggle 1980 芦毛 | 母の母Mississippi Siren 1973 芦毛         | Delta Judge            | Beautillion      |                  |
| 母 Ski Goggle 1980 芦毛 | 母の母Mississippi Siren 1973 芦毛         | Cable Censor           | Sailor           | Sailor           |
| 母 Ski Goggle 1980 芦毛 | 母の母Mississippi Siren 1973 芦毛         | Cable Censor           | New Lede         |                  |
| 母系(F-No.)             | (FN:3-l)                                  | (FN:3-l)               | (FN:3-l)         | [ § 3 ]          |
| 5代内の近親交配         | アウトブリード                            | アウトブリード         | アウトブリード   | [ § 4 ]          |
| 出典                    | 1. 2. 3. 4.                               | 1. 2. 3. 4.            | 1. 2. 3. 4.      | 1. 2. 3. 4.      |

- 母はエイコーンステークスを制したスキーゴーグル、半姉にスキーパラダイス（ムーラン・ド・ロンシャン賞、京王杯スプリングカップ）、近親にゴールデンチケット（兵庫チャンピオンシップ）、ロワジャルダン（みやこステークス）、エアトゥーレ（阪神牝馬ステークス）[16]。